# Kennett (Missouri)
Pour les articles homonymes, voir Kennett.
Kennett est une ville du Missouri, dans le comté de Dunklin. Lors du recensement de 2010, sa population s’élevait à 10 932 habitants.

## Personnalités liées à la ville
- Sheryl Crow est née à Kennett en 1962.